# Prifoods Stadium
Das Prifoods Stadium (jap. プライフーズスタジアム), auch als Daihatsu Stadium bekannt, ist ein Fußballstadion in der japanischen Stadt Hachinohe, Präfektur Aomori. Es ist die Heimspielstätte des Fußballvereins Vanraure Hachinohe, der momentan in der J3 League, der dritthöchsten Liga des Landes, spielt. Bei dem Stadion handelt es sich um ein reines Fußballstadion. Das Stadion hat ein Fassungsvermögen von 5200 Personen.